# NGC 1512
NGC 1512 (другие обозначения — ESO 250-4, MCG -7-9-7, AM 0402-433, IRAS04022-4329, PGC 14391) — спиральная галактика с перемычкой в созвездии Часы, на расстоянии около 30 миллионов световых лет от Земли. Открыта в 1826 Джеймсом Данлопом.
Имеет диаметр около 70 000 световых лет, т.е. несколько меньше Млечного Пути.
У NGC 1512 есть галактика-спутник — эллиптическая галактика NGC 1510, видимая с Земли примерно в 4 угловых минутах к юго-западу от NGC 1512. Гравитационное взаимодействие между галактиками приводит к некоторым нарушениям спиральной структуры NGC 1512. В каталоге HIPASS обе галактики учтены как единый объект под номером HIPASS J0403–43.
Этот объект входит в число перечисленных в оригинальной редакции «Нового общего каталога».
Галактика NGC 1512 входит в состав группы галактик NGC 1512. Помимо NGC 1512 в группу также входят NGC 1487 и NGC 1510.